# Recsk
Recsk è un comune dell'Ungheria di 3.048 abitanti (dati 2001). È situato nella contea di Heves.